# Marcela Rengel
Marcela Renjel García (Oruro, Bolivia; 13 de abril de 1974) es una presentadora de televisión y periodista boliviana.
Marcela Renjel nació el 13 de abril de 1974 en la ciudad de Oruro. Obtuvo la Licenciatura en Comunicación Social en la UCB. Posteriormente obtuvo su maestría en Periodismo.
Ella empezó su carrera profesional en la cadena televisiva Red ATB, primeramente como presentadora del  programa Acento Latino, posteriormente se dedicó al periodismo  y trabajó en varios programas periodísticos y de opinión como Estudio Abierto y fue  presentadora de noticias en Red ATB. 